# Caso especial

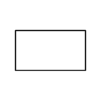
Um retângulo pode ser um quadrado, a depender do tamanho dos lados.

Um caso especial ocorre quando um conceito A corresponde sempre a um conceito B, mas nem todo B corresponde a A. Diz-se, então, que A é um caso especial de B. Exemplo: os quadrados são um caso especial dos retângulos, pois todo quadrado é um retângulo, mas nem todo retângulo é um quadrado.
O termo pode referir-se também a circunstâncias excepcionais. Na ciência da computação, por exemplo, um caso especial, por ser imprevisto, provoca respostas anormais de algoritmos.